# StarCraft II: Wings of Liberty
StarCraft II: Wings of Liberty (рус. Звёздное Ремесло II: Крылья Свободы) — компьютерная игра в жанре стратегия в реальном времени, продолжение StarCraft. Была анонсирована 19 мая 2007 года на фестивале Blizzard Worldwide Invitational в Сеуле, Южная Корея. В отличие от предыдущей игры серии, StarCraft II выполнен в трёхмерной графике, а также использует физический движок Havok. Изначально была задумана одна игра, но на выставке BlizzCon 2008 объявлено, что StarCraft II станет трилогией. Первая часть получила название StarCraft II: Wings of Liberty, а два дополнения — Heart of the Swarm и Legacy of the Void. Выпуск StarCraft II: Wings of Liberty состоялся 27 июля 2010 года.
Во время проведения ежегодной конференции BlizzCon 2017 Blizzard объявила о переходе трилогии StarCraft 2 в режим Free-to-Play, что означает доступность одиночной кампании Wings of Liberty, многопользовательского и других режимов для любого пользователя Battle.net.

## Игровой процесс
Как и в StarCraft, основной акцент в игре делается на многочисленных сражениях и добыче ресурсов, дающих игроку средства для строительства зданий, способных производить и улучшать боевые единицы, чьё главное назначение — добыча ресурсов и атака противника. Цель игрока — уничтожить все здания противника.
Разработчики обещают придерживаться принципов первой части и создать игру с грамотным балансом, где любая боевая единица будет обладать как сильными, так и слабыми сторонами. Как и в первой части, игра основана на добыче минералов и газа Веспен, после добычи которых игрок получает возможность строить здания. Разные здания предназначены для разных целей, но, в основном, для создания и улучшения своей армии. StarCraft II — очень динамичная игра, в которой сложно будет подолгу планировать и анализировать каждый шаг.
Главной целью игры по-прежнему остается уничтожение противника. Для её достижения игрок может использовать как наземные, так и воздушные войска. Последних в StarCraft II предостаточно и каждый их тип по своему уникален. В игру добавлено множество новых боевых единиц, старые подверглись значительным изменениям, а некоторые были убраны. Разработчики были нацелены на игровой процесс, отличающийся от Warcraft III. По их словам, упор сделан на бои из многочисленных армий, и уменьшен акцент на микроконтроль. Герои же останутся лишь в кампаниях и пользовательских картах.
Для новичков есть подробная информация о боевых единицах и строениях всех рас в разделе помощи в меню Battle.net.
Изменения в общей механике:
- Добавлен новый тип месторождений — золотые минералы, с которых рабочие приносят за раз не 5 минералов, а 7. Также было удвоено количество веспеновых гейзеров на всех локациях, однако с одного гейзера рабочие добывают газ медленнее, чем в первой части.
- Рабочему можно задать очередь заданий, теперь включая и строительные.
- Можно выделять несколько зданий и гораздо большее количество боевых единиц, а также сразу здания вместе с единицами. Максимально можно выделить до 255 объектов (начиная с обновления 1.5.0 максимально можно выделить до 500 объектов).
- Десять уровней сложности ИИ.
- В игре используется библиотека «реалистичной физики» Havok.
- Динамические тени.

## Однопользовательский режим
Сюжет игровой кампании StarCraft II разворачивается через четыре года после событий StarCraft: Brood War, и отмечен возвращением Зератула, Арктура Менгска, Артаниса, Сары Керриган и Джима Рейнора вместе с появлением новых персонажей (вроде Рори Свонна и Тайкуса Финдли). В StarCraft II игроки посетят как известные по прошлым играм планеты (Чар, Мар-Сара и Тарсонис), так и новые миры вроде планеты-джунгли Бел-Шира и Нового Фолсома. Важная роль в сюжете отведена древней расе зел-нага, ответственной за возникновение зергов и протоссов.
В концовке Brood War Керриган и подчинявшиеся ей зерги стали доминантной силой сектора Копрулу, уничтожившей экспедиционный флот Объединённого Земного Директората (ОЗД), разгромившей Доминион Терранов и захватившей родной мир протоссов Айур. Но затем Керриган отступает на Чар, хотя она имела возможность и силу подавить оставшиеся очаги сопротивления во всём секторе. В течение четырёх последующих лет никто из других персонажей никогда не видел Королеву Клинков и ничего не знает о её судьбе.
Арктуру Менгску удалось восстановить Доминион и укрепить собственную власть, параллельно защищаясь от соперничающих группировок терранов. Жадный до власти император объявил Джима Рейнора вне закона, направив все имеющиеся силы на борьбу с повстанцами вместо защиты подконтрольных колоний. Кронпринцу Валериану Менгску, впервые появившемуся в новелле Firstborn, уготована важная роль в политической жизни Доминиона из-за своего статуса наследника престола. Тем временем, Джим Рейнор, чей вклад в события StarCraft и Brood War был маргинализирован подконтрольными Доминиону СМИ, стал наёмником, проводящем свободное время в баре «У Джо Рея» на Мар-Саре. Вице-президент компании Blizzard Entertainment по вопросам художественной разработки Крис Метцен подчёркивал, что к началу StarCraft II Рейнор был изнурён и ожесточён тем, как его использовал и предал Менгск. Другими новыми персонажами серии стали присоединившийся к команде Рейнора бывший заключённый и космический десантник Тайкус Финдли, а также впервые появившийся в новелле Queen of Blades капитан Мэтт Хорнер.
После падения Айура и гибели матриарха тёмных тамплиеров Рашжагал протоссы отступили в родной мир тёмных тамплиеров Шакурас. Там бывший ученик Тассадара Артанис объединил кхалаев протоссов и тёмных тамплиеров, которые из-за многовекового недоверия почти стали разными племенами. Зератул, мучимый убийством своего матриарха, исчез ради поиска ключа к загадочным утверждениям Самира Дюрана о гибридах зергов и протоссов, сказанных последним в секретной миссии Brood War «Истоки Тьмы».
В одиночной игре игрок должен пройти кампанию из 26 миссий. Каждая миссия открывается после прохождения предыдущих, при этом нужно пройти их все, за исключением трёх миссий, где можно выбрать один из вариантов прохождения, что придаёт сюжету некую вариативность.

### Сюжет кампании
Сюжет кампании напоминает классические образцы космического вестерна.
В течение четырёх лет после событий Первой Галактической войны зерги не нападали на поселения терранов и протоссов. О них не было никакой информации: все разведывательные корабли, отправленные на планету Чар, исчезали, так и не доложив о том, что видели (судя по всему, не успевали перед гибелью). Таким образом, терраны и протоссы могли лишь догадываться о том, чем занималась Сара Керриган — новая предводительница зергов — в течение стольких лет.
Действие игры начинается на планете Мар-Сара, где Джим Рейнор начинает восстание против Доминиона. Там он встречает своего старого друга, Тайкуса Финдли, который получил свободу в обмен на работу в организации «Фонд Мёбиуса». Тайкус рассказывает, что Доминион и Фонд ищут артефакты пришельцев, и предлагает Рейнору работать на Фонд, который выдает вознаграждение людям, нашедшим их, а заодно крепко насолить Доминиону. На Мар-Саре они перехватывают у Доминиона первый артефакт, но неожиданно на планету нападают зерги. Тайкус, Рейнор и его люди успевают покинуть Мар-Сару и узнают, что зерги под предводительством Королевы Клинков развернули полномасштабное наступление на Доминион — начинается Вторая Галактическая война. Рейнор продолжает искать артефакты, по ходу дела выполняя другие миссии, и захватывает старого робота-адъютанта Конфедерации, в памяти которого хранится запись приказа Менгска о включении пси-излучателей — устройств, привлекающих зергов — над бывшей столицей Конфедерации, Тарсонисом. Захватив межгалактический телеканал UNN, Рейнор пускает в эфир эту запись, что поднимает бунт на многих планетах и сильно расшатывает верность граждан императору.
Неожиданно во время полета на крейсере «Гиперион» Рейнор встречает Зератула, которому открылась страшная правда — загадочный «Падший» хочет уничтожить все живое во Вселенной, после чего мир погрузится в кромешную тьму. Зератул поведал, что первым такое будущее увидел Сверхразум зергов и нашёл единственное спасение в лице Королевы Клинков.
Добыв фрагменты артефакта зел-нага и прибыв в точку встречи с кораблями «Фонда Мёбиуса», Рейнор натыкается на крейсеры Доминиона, возглавляемые флагманом императора. Рейнор идёт на абордаж, желая лично встретить и убить Арктура Менгска, но неожиданно для себя он встречает наследника трона — принца Валериана Менгска. Тот рассказывает, что является владельцем «Фонда Мёбиуса» и нанял его для поиска артефактов. Чтобы окончательно убедить Рейнора и перетянуть его на свою сторону, Валериан сказал, что он может дать Рейнору шанс спасти Сару Керриган. И, хотя союзники Рейнора ждали от него продолжения в восстании против Доминиона, он решает отправиться на Чар. Доминион в союзе с «Рейдерами Рейнора» совершает решающее наступление на столицу Роя зергов. В ходе ожесточённой битвы терраны побеждают и задействуют артефакт. К Керриган возвращается человеческий облик, но она чуть было не становится жертвой Тайкуса, который, как оказалось, по приказу Арктура Менгска хотел убить её в обмен на свободу. Но Рейнор спасает её, прикрыв от пули своим скафандром, и стреляет в Тайкуса из револьвера, последняя пуля в котором предназначалась непосредственно для Императора Доминиона. Кампания заканчивается тем, как Рейнор идёт по Чару вместе с Керриган на руках. Тайкус погибает, а Арктур Менгск так и не был свергнут.

### Секретная миссия
В Wings of Liberty присутствует скрытая миссия, которая становится доступной после нахождения лабораторного комплекса в правом нижнем углу карты в главе «Звезда экрана» и его уничтожения. Эта миссия повествует о том, что терранские учёные под командованием Арктура Менгска занимаются скрещиванием протоссов и зергов. Из этого следует вывод, что Менгск так или иначе косвенно виновен в апокалиптическом будущем, открывшемся Сверхразуму, которое игрок мог наблюдать в мини-кампании за Зератула. Рейнор решает взорвать эту лабораторию путём подрыва реактора, питающего её системы, однако взрыв отключает купол, сдерживающий супер-гибрида, и тот просыпается. Во второй половине миссии игрок должен вывести с уничтожающегося комплекса команду, настигаемую пробудившимся гибридом (подобному тем, против которых бились протоссы в заключительной миссии за Зератула). По окончании миссии Мэтт и Джим обсуждают это шокирующее открытие и понимают, что терранская наука и техника не достигли такого уровня, чтобы скрещивать ДНК зергов и протоссов, так что, вероятно, Арктур Менгск заручился поддержкой какой-то высокоразвитой расы с технологиями, позволяющими проводить подобные вещи. В дополнении Heart of the Swarm выясняется, что гибридов создавал Эмиль Наруд, он же Самир Дюран из Brood War.

### Испытания
Кроме кампании для одиночного прохождения также есть «испытания». В игре 9 испытаний, по три на каждый уровень сложности. После прохождения испытания игрок получает одну из трёх медалей, в зависимости от результатов. На каждое испытание отведено по три достижения, то есть в сумме их 27. В испытаниях игроку предлагается проявить смекалку и потренироваться в микроконтроле.

## Сетевая игра
По словам разработчиков, игра затачивалась под мультиплеер. Учитывая то, что оригинал оказался более чем удачным в киберспортивном плане, создатели решили оставить интерфейс без значительных изменений. То же самое касается и пропорции юнитов. Всё для того, чтобы у виртуальных спортсменов был максимально приятный переход на StarCraft II. Полная поддержка сетевой игры в Battle.net позволяет сражаться с игроками из вашего региона (СНГ и Европа, Азия или США), заводить новых друзей и создавать внутренние онлайн-сообщества (кланы). Однако прямой поддержки мультиплеера по локальной сети нет, только по Battle.net.
Вместо ладдера в игру ввели систему лиг и дивизионов. Для новичков существует учебная лига, в которой есть некоторые упрощения: скорость игры снижена и проходы на картах огорожены, чтобы предотвратить стратегию «раш». Возможность играть в учебной лиге предоставляется с самого начала, однако её можно пропустить и сразу начать играть в обычном рейтинговом матче.
Рейтинг в игре ведется по матчам 1×1, 2×2, 3×3, 4×4. В начале каждого из этих типов игр вам предложат сыграть 5 отборочных матчей, по результатам которых вы займете место в одной из шести лиг: бронзовой, серебряной, золотой, платиновой, алмазной или высшей. 13 апреля 2011 года была запущена элитная лига, в которую попадают 200 лучших игроков региона. Все лиги, кроме элитной, делятся на дивизионы, в каждом из которых находятся до 100 игроков. За победу и поражение, соответственно, начисляются или снимаются очки, а также осуществляется перевод из лиги в лигу (с повышением или понижением соответственно).
Присутствуют и игры без рейтинга — это FFA (каждый за себя), пользовательские игры и игры против ИИ. Однако в пользовательских играх возможно сохранять информацию о результатах, что делает возможным вести рейтинг, не связанный с рейтингом Battle.net.

## Системные требования
Системные требования:
|                        | Минимальные                             | Рекомендуемые                               | Идеальные                                    |
| ---------------------- | --------------------------------------- | ------------------------------------------- | -------------------------------------------- |
| Операционная система   | Windows XP, Mac OS X                    | Windows Vista, Windows 7, Mac OS X          | Windows 8, Windows 8.1, Windows 10, Mac OS X |
| Процессор              | Pentium 4 2.6 ГГц или Athlon 64 2.7 ГГц | Core 2 Duo 2.4 ГГц или Athlon 64 X2 2.5 ГГц | Core 2 Duo 2.6 ГГц или Athlon 64 X2 2.8 ГГц  |
| Оперативная память     | 1 ГБ RAM                                | 2 ГБ RAM                                    | 2 ГБ RAM                                     |
| Видеокарта NVIDIA      | GeForce 6600 GT 128 MБ                  | GeForce 8800 GTX                            | GeForce GTS 250                              |
| Видеокарта AMD         | Radeon 9800 PRO 128 MБ                  | Radeon HD 3870                              | Radeon HD 5750                               |
| Свободное место на HDD | 12 Гб                                   | 12 Гб                                       | 12 Гб                                        |
| Версия DirectX         | DirectX 9.0c                            | DirectX 9.0c                                | DirectX 9.0c                                 |

С выходом обновлений Heart of the Swarm и Legacy of the Void менялись минимальные системные требования и к Wings of Liberty, поскольку все игры StarCraft 2 используют общий клиент. Игра автоматически обновляет клиентскую часть до последней актуальной версии, независимо от того, какая часть трилогии приобретена.

## Трансляции по StarCraft II
В 2007 году, благодаря развитию интернета, его возросшему проникновению в России и увеличению скорости доступа к сети, начали набирать популярность прямые трансляции игр и VODы, в том числе и по StarCraft.
Трансляции обычно освещают различные турниры, мероприятия или игры топовых игроков. Их всегда ведет комментатор, который выбирает и показывает наиболее интересные игры на чемпионате. Как правило, комментатор рассказывает зрителям об игроках, картах, балансе и анализирует игру. На сегодняшний день подобные мероприятия в сети смотрит множество зрителей.
Для того, чтобы получить право освещать турнир, комментатор обычно должен получить разрешение от организатора. Игроки обязаны пускать комментаторов на свои игры в качестве наблюдателей.

## Разработка и развитие игры
Разработка игры началась в 2003 году, сразу после выхода Warcraft III: The Frozen Throne.
Первая фаза бета-тестирования началась 17 февраля 2010 года. На него получили приглашения известные киберспортсмены и некоторые другие деятели игрового мира. Также в бета-тесте мог попробовать поучаствовать любой желающий: для этого нужно было зарегистрировать учётную запись на сайте Battle.net’а, прикрепить к ней хотя бы одну игру Blizzard Entertainment (в полной версии), в разделе бета-тестирования согласиться на участие и скачать специальную программу, которая отошлет технические данные о вашем компьютере в Blizzard. Сотрудники Blizzard случайным образом выбирали участников, которым на электронную почту высылали ключ к игре, после чего те могли скачать клиент игры. Тестирование закончилось 8 июня, после этого последовал перерыв, по словам сотрудников Blizzard, предназначенный для настройки серверов Battle.net. Вторая фаза тестирования началась 9 июля и продолжилась до 19 июля.
За обе фазы бета-теста вышло 17 обновлений к игре. В 9-м обновлении, вышедшем 22 апреля, был добавлен редактор карт, позже в него была добавлена возможность публиковать свои карты на Battle.net.
Игра поступила в продажу 27 июля 2010 года. В 12 городах мира состоялись посвященные открытию продаж мероприятия. В пресс-релизах Blizzard Entertaiment указано, что за первые сутки количество проданных копий игры превысило миллион, за двое суток — 1,5 миллиона, а за первый месяц — 3 миллиона.

### Варианты распространения
Версии на английском, немецком, французском, итальянском, польском и испанском языках распространяются в DVD-боксе и электронной версиях, и не имеют ограничения по времени игры. Также на этих языках доступна коллекционная версия игры, в которую, помимо игрового диска, включены: альбом с рисунками художников Blizzard, диски с музыкальным оформлением и рассказами о разработке игры, флеш-диск в форме личного жетона Джима Рейнора, на котором содержатся игры StarCraft и StarCraft: BroodWar, питомец World of Warcraft «Mini Thor», дополнительное содержимое для Battle.net и пилотный выпуск комикса StarCraft.
Российская коробочная версия игры распространяется в двух вариантах — Jewel и DVD-box. Эти версии имеют ограничение по времени игры: обладатели Jewel версии смогут играть 120 дней, а обладатели DVD версии — 1 год. Также, на сайте Battle.net можно приобрести русскоязычную электронную версию с возможностью играть 120 дней, либо сразу с неограниченным доступом. Любая ограниченная версия позволяет играть только на русскоязычном сервере и после истечения срока действия для неё нужно будет либо приобретать карту предоплаты на дополнительные 120 дней, либо на сайте Battle.net оплатить игру на 30 дней, либо там же приобрести неограниченный доступ к игре. Игроки, приобретшие неограниченный доступ, смогут играть на европейском сервере.
11 июля 2011 года было объявлено об объединении регионов RU и EU. Позже русская версия игры несколько изменилась, подписка была убрана. Игроки, купившие Jewel версию смогут приобрести пожизненную версию за 500 рублей, а те, кто купил DVD версию, получили пожизненную версию сразу. Игроки, которые ещё не купили игру, могут довольствоваться лишь сильно урезанной «стартовой версией».
C 26 октября 2012 года все 120-дневные версии StarCraft II: Wings of Liberty — как розничные, так и электронные — были бесплатно переведены на тариф «Неограниченное игровое время».
В некоторых странах Южной Америки и Азии также продаются локализованные версии с ограниченным временем игры и с возможностью приобретения неограниченного доступа.

### Обновления
Обычно обновления содержат в себе исправления ошибок, реже — изменение баланса рас и изменения игрового редактора. Кроме того, Blizzard выпускает обновления, которые, помимо перечисленного, содержат в себе большее число изменений, а также вносят в игру новые возможности. Первым таким обновлением стало 1.1.0, которое вышло через два месяца и ввело в игру технологию Nvidia 3D Vision и другие внутриигровые функции, среди них были быстрое сохранение и таймер, показывающий время, прошедшее с начала матча. Следующее крупное обновление, 1.2.0, вышло в январе 2011 года и содержало улучшение интерфейса игры, возможность настройки каждой горячей клавиши и улучшенную справку. В Battle.net были добавлены высшая лига, в которой могут участвовать только лучшие игроки, чат-каналы и возможность ничейного исхода матча. В марте 2011 года вышло обновление 1.3.0, добавившее ещё одну лигу, элитную, в которую могут входить 200 самых лучших и активных игроков на время сезона соревнований на Battle.net. Также был улучшен интерфейс раздела пользовательских игр, в частности, все карты были разбиты на несколько категорий, понравившиеся стало возможно добавить в закладки и был введен «Полигон», в котором можно попробовать сыграть на неизвестной новой карте, чтобы впоследствии оценить её. Кроме того, были добавлены новые информационные панели для игроков, смотрящих матч вживую и с помощью записи.

## Редактор карт
Редактор StarCraft II использует язык скриптов, основанный на C++, с учётом некоторых специфических условий игры. Конечно, для большинства пользователей будет предоставлен доступ к более дружественному интерфейсу редактора, который позволит новичкам создавать карты без знания каких-то особых деталей языка скриптов. Кроме этого, будет доступно большое количество опций и скриптов, чтобы дать игрокам ещё большую свободу действий, выходящую даже за грань жанра RTS. В Редактор Карт будут включены как некоторые единицы, отсутствующие в режиме многопользовательской игры, так и юниты из оригинальной версии, к примеру — Драгун Протоссов. Максимальное количество объектов на карте, предположительно, 10000, что гораздо больше, чем было в редакторе для оригинальной игры. Любые лимиты, как по локациям, так и по триггерам, будут исчисляться тысячами.
В BlizzCon 2009 были продемонстрированы будущие возможности редактора карт: можно создавать эффекты землетрясений, наводнений, уровни для Scroll-Shooter космических шутеров, и 3D Action как StarCraft: Ghost.

## Саундтрек
Саундтрек к StarCraft II: Wings of Liberty был написан несколькими композиторами: Гленном Стаффордом, Нилом Акри, Крисом Веласко, Дереком Дюком, Расселом Броуером и другими. В отличие от первой части все треки записаны с помощью симфонического оркестра The Skywalker Symphony Orchestra.

### Список композиций
1. Wings of Liberty — 07:15
2. Public Enemy — 05:03
3. Heaven’s Devils — 07:06
4. The Deal — 04:55
5. Escape from Mar Sara — 01:47
6. Zeratul’s Warning — 01:45
7. The Prophecy — 04:08
8. Firstborn — 06:18
9. I, Mengsk — 09:45
10. Better Tomorrow — 02:22
11. Card to Play — 02:31
12. The Hive — 02:31
13. Fire and Fury — 03:38
14. The Showdown — 03:54

## Оценки игры
| Сводный рейтинг       | Сводный рейтинг                        |
| Агрегатор             | Оценка                                 |
| --------------------- | -------------------------------------- |
| GameRankings          | 92,44 %                                |
| Metacritic            | 93 / 100 (77 обзоров)                  |
| MobyRank              | 93 / 100 (39 обзоров)                  |
| Иноязычные издания    |                                        |
| Издание               | Оценка                                 |
| CVG                   | 9,3 / 10                               |
| GameSpot              | 9,5 / 10                               |
| GamesRadar+           | 10 / 10                                |
| GameTrailers          | 9,5 / 10                               |
| IGN                   | 9,0 / 10                               |
| VideoGamer            | 10 / 10                                |
| ITC.UA                | 5 / 5                                  |
| GameStats             | 8,9 / 10 (48 обзоров + оценка игроков) |
| Русскоязычные издания |                                        |
| Издание               | Оценка                                 |
| 3DNews                | 9 / 10                                 |
| Absolute Games        | 78 %                                   |
| PlayGround.ru         | 9,3 / 10                               |
| «Игромания»           | 9,5 / 10                               |
| «ЛКИ»                 | 91 %                                   |
| «НИМ»                 | 9,4 / 10                               |
| StopGame.ru           | изумительно                            |
| Gameland.ru           | 10 / 10                                |

На агрегаторах рецензий StarCraft II была выставлена высокая оценка: на Metacritic, Game Rankings и MobyGames количество баллов/очков было больше 90 %, GameStats, с учётом оценок игроков, дал игре 8.9 балла.
Рецензент AG.ru Владимир Горячев (aka Номад) подверг игру значительной критике: он отметил, что в игре слишком штампованный сюжет, «картонные» персонажи и малое количество качественных заставок. Негативно было отмечено отсутствие поддержки игры по локальной сети, присутствие абонентской платы на сервисе Battle.net и наличие нескольких игровых регионов. В то же время он отметил хороший и подробный русский перевод, «идеальную» многопользовательскую часть и интерактивный интерфейс кампании. В общем итоге игра была рекомендована как «лекарство от ностальгии».
Игровой портал «Gameland.ru» выставил игре максимальное количество баллов, положительно отметив сюжет и его подачу игроку, а также разнообразность миссий. Также положительно было отмечено наличие в кампании как юнитов из первой части игры, так и некоторых новых. «Потрясающе» была отмечена визуальная составляющая игры и «удачным» был назван перевод на русский язык. В итоге было написано, что «Blizzard в очередной раз подняла планку качества в жанре стратегий», а игра была рекомендована к покупке, даже если игрок не собирается участвовать в многопользовательских играх.
Егор Дубовицкий в своем обзоре игры на портале Lenta.ru в качестве одного из основных достоинств игры отмечает её визуальную составляющую, отмечая что «стратегия сохранила свой прежний стиль, но сделала большой шаг вперед — за счет динамического освещения, детальной прорисовки и живописного ландшафта. Платформы, на которых происходят сражения, ощущение от контроля юнитов, атмосфера игры — все это осталось привычным». Но при этом отмечает и недостатки игры, как например, «тривиальные повороты сюжета» и «плоские шутки главных героев», а кроме того «ограниченная одной расой кампания не подготавливает начинающих игроков к сражениям за протоссов и зергов», что по мнению автора «делает игру менее привлекательной для начинающих игроков».

## Пиратство и борьба с ним
Соучредитель Blizzard Фрэнк Пирс заявил, что в игре StarCraft 2 намеренно не используется никаких систем DRM, вместо этого было предложено сосредоточиться над контентом и какими-нибудь продвинутыми игровыми особенностями в игре, а не на создании системы против пиратства. Ставка была сделана на вовлечение в Battle.net как можно большего количества игроков, например локальный прогресс во время прохождения кампаний (зарабатывание достижений, запоминание результатов в испытаниях и т. д.) не сохраняется без постоянного подключения к Battle.net, хотя работает сохранение произвольных чек-пойнтов, что делает возможность игры в офлайне. C этой же целью был намеренно вырезан многопользовательский режим по локальной сети, что вызвало немалое негодование фанатов серии.

## Игры человека против компьютера
Starcraft II долгое время оставалась игрой, где компьютер не мог сравниться по навыкам с человеком. Но в декабре 2018 года состоялся турнир между новой программой AlphaStar от компании DeepMind и двумя профессиональными игроками из сотни сильнейших. AlphaStar выиграла со счётом 10:0. По состоянию на октябрь 2019 года AlphaStar получила рейтинг выше чем у 99,8 % игроков при игре на равных условиях за все расы.

### Сайты и ресурсы
- starcraft2.com — официальный сайт StarCraft II: Wings of Liberty
- StarCraft II (англ.) в StarCraft Wiki в Викии.

### Статьи и обзоры
- Линар Феткулов. StarCraft 2: Wings of Liberty. Игромания.ру (9 августа 2010). — Вердикт на финальную версию. Дата обращения: 9 августа 2010.
- Александр_Mr. Ma_Макаров. Танцы войны (Dance of War). starcraft.7x.ru. — Взгляд на игру через военные стратегии и тактики реальной жизни. Дата обращения: 18 апреля 2011.